# Louise Henry
Louise Henry (Syracuse, 14 juni 1911 - aldaar, 12 december 2011) was een Amerikaans filmactrice die actief was in de jaren 30.

## Biografie
Louise Henry was de dochter van Jesse Heiman en vaudeville-artiest Louise Henry Heiman. Als enig kind vergezelde ze haar moeder op haar Europese tournées. Ze studeerde drama en dans in Europa. In 1933 verhuisde ze naar Los Angeles, waar ze haar moeders artiestennaam overnam. Vanaf 1934 was ze onder contract bij MGM. In 1935 speelde Henry in negen speelfilms. Nadat haar contract verlopen was, keerde ze terug naar New York, waar ze met een advocaat huwde. Ze kregen zelf geen kinderen, maar Henry voedde wel twee stiefkinderen op. In Syracuse (New York) organiseerde ze een acteercursus. Tegelijkertijd woonde ze met haar echtgenoot in zowel Manhattan (New York) als Elberon (New Jersey).
In december 2011 overleed Louise Henry op 100-jarige leeftijd.

## Filmografie
- Paris Interlude (1934)
- Hide-Out (1934)
- Forsaking All Others (1934)
- One New York Night (1935)
- Society Doctor (1935)
- Reckless (1935)
- No More Ladies (1935)
- Calm Yourself (1935)
- The Murder Man (1935)
- Remember Last Night? (1935)
- In Old Kentucky (1935)
- King Soloman of Broadway (1935)
- The Casino Murder Case (1935)
- Exclusive Story (1936)
- End of the Trail (1936)
- Hit Parade of 1937
- There Goes the Groom (1937)
- Charlie Chan on Broadway (1937)
- 45 Fathers (1937)
- The Gaunt Stranger (1938)
- Charlie Chan in Reno (1939)

- Bibliothèque nationale de France: cb14683399v (data)
- Library of Congress Control Number: no89002696
- SNAC: w6zt6cw8
- Virtual International Authority File: 7274149198231474940003